# Siegel der Äbte der Reichsabtei Fulda

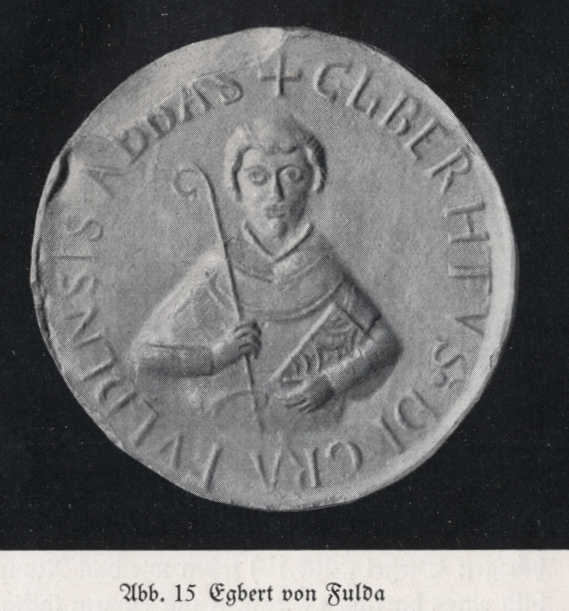
Nachbildung des Siegels des Abtes Egbert von Fulda (1047–1058)

Die Siegel der Äbte der Reichsabtei Fulda sind die persönlichen Hauptsiegel (Große Siegel) und die Sekretsiegel der Äbte der Reichsabtei Fulda, die eigenständig oder neben dem Siegel des Konvents der Reichsabtei Fulda seit Anfang des 11. Jahrhunderts vor allem zur Beglaubigung von Urkunden und rechtlichen Verträgen, die die Abtei Fulda betrafen, verwendet wurden. Die Äbte führten bis zur Mitte des 16. Jahrhunderts stets ein eigenes persönliches und unterschiedlich gestaltetes Siegel.

## Geschichte
Die höhere Geistlichkeit, vornehmlich Bischöfe, begann im 10. Jahrhundert, die Königsurkunde als Vorbild, ihren Urkunden durch das Aufdrücken von Siegeln Glaubwürdigkeit zu verleihen. Diesem Brauch folgend begannen auch Klöster ihre Urkunden mit Siegeln zu beglaubigen. Die Reichsabtei Fulda gehörte hier zu einem der ersten Klöster die die Besiegelung von Urkunden vornahm. Mit dem Aufkommen des Siegels als glaubwürdiges, rechtserhebliches und für jedermann verständliches Beglaubigungsmittel für Urkunden in einer fast schriftlosen Zeit und Kultur begann auch das fuldische Urkundenwesen wieder zu gedeihen und sich zu entwickeln. Es folgte eine völlig neue Phase der Entwicklung, da nicht mehr, wie früher, die Handschrift der Privatnotare des Abtes die Urkunden echt und rechtskräftig machte, sondern das durchgedrückte oder angehängte Siegel.
In der Amtszeit des Abtes Richard (1018–1039) erfolgte die Übernahme der Siegelurkunde als Weiterentwicklung, der bisher durch Handschrift des Abtnotars beglaubigten Urkunden der Abtei Fulda. Wenige Jahrzehnte nach der Anschaffung eines persönlichen Siegels durch den Abt, beschaffte sich auch der Konvent des Klosters Fulda ein eigenes Siegel. Das wurde nötig, da das Klostergut zwischen Abt und Konvent geteilt wurde und der Konvent folglich eine eigene Verwaltung ausbildete. Das dem Konvent eingeräumte Erwerbsrecht, die vielen Schenkungen an das Kloster und die Einführung des Privatbesitzes der Mönche machten ein eigenes Konventsiegel zur Beglaubigung der Rechtsgeschäfte, die die Gesamtheit der Mönche betrafen, notwendig.
Im Vergleich zu anderen Benediktinerklöstern, wo eine gemeinsame Siegelführung von Abt und Konvent den Gebrauch von Siegeln einleitete, lässt sich dies für Fulda nicht sagen. Es gab folglich von Beginn an der Siegelbenutzung eine getrennte Siegelführung durch Abt und Konvent.
Das Siegel des Abtes besaß jedoch bis ins 13. Jahrhundert eine höhere Beweiskraft und Autorität als das Konventssiegel. Im 12. Jahrhundert siegelte z. B. fast ausschließlich der Abt. Zu Beginn des 13. Jahrhunderts kam der Brauch auf, eine Urkunde der Abtei mit beiden Siegel zu beglaubigen. Erst jetzt gewann das Konventssiegel an Beweiskraft und Autorität und wurde zum unentbehrlichen Bestandteil einer fuldischen Urkunde, die rechtsbindend sein wollte. Diese Doppelbesiegelung geht auf den Einfluss der päpstlichen Gesetzgebung zurück. Die Reformstatuten Papst Gregors IX. aus dem Jahre 1235 forderten die Besiegelung durch den Konvent neben der Abtbesiegelung für die Gültigkeit von Rechtsgeschäften. In Fulda hatte sich die Doppelbesiegelung durch Konvent und Abt schon kurz vor der rechtlichen Verankerung durch Papst Gregor IX. durchgesetzt. In der Amtszeit Konrads III. von Malkos (1222–1249) kommt es erstmals zu einer Doppelbesiegelung einer fuldischen Urkunde. Somit kommt es in der folgenden Zeit zu einer beständigen Vermehrung der Anzahl der Urkunden mit Siegel des Abtes und mit Siegel des Konvents. Diese Doppelbesiegelung blieb im ganzen 13. Jahrhundert bestehen. Erst im 14. Jahrhundert trat wieder vermehrt die Einzelbesiegelung des Abtes auf.

## Entwicklung des Abtsiegels

### Siegelbild
Für das Siegelbild der Siegel der Äbte von Fulda lassen sich drei verschiedene Siegelbildarten unterscheiden. Erstens die Abbildung des Siegelführers (Porträtsiegel), Zweitens die Abbildung des Schutzheiligen (Heiligensiegel) und Drittens die Wappenabbildung (Wappensiegel).
Die Siegelführung der Äbte von Fulda begann mit der Darstellungsart des Porträtsiegels unter dem Abt Richard (1018–1039). Bis Abt Erlolf (1114–1122) wurden die Äbte mittels Brustbild auf ihren Siegeln dargestellt. Anstelle des Brustbildes trat dann seit Erlolf ein Bild des auf einem Thronsessel sitzenden Abtes in ganzer Figur (Thronsiegel). Diese einfache Form des Thronsiegels wurde dann zu Beginn des 14. Jahrhunderts aufwendiger und reicher ausgeschmückt, z. B. mit verzierten Thronsesseln, Baldachinen, Wappenschilden etc. Unter Abt Hermann II. von Buchenau (1440–1449) erreichte diese Ausgestaltung des Porträtsiegels ihren Höhepunkt. Das Porträtsiegel trat dann seit Mitte des 16. Jahrhunderts zugunsten des Wappensiegels vollständig zurück.
Die hohe Geistlichkeit, also auch Äbte führten in aller Regel Porträtsiegel und Heiligensiegel wurden üblicherweise nur von kirchlichen Institutionen wie Klöstern, Konventen, aber auch häufig von Stiftern, Städten etc. geführt. Daher ist auf fast allen Abtsiegeln Fuldas bis zur Mitte des 16. Jahrhunderts das Porträt des Abtes dargestellt. Es gibt lediglich zwei Ausnahmen: Abt Konrad IV. von Hanau (1372–1383) und Abt Johann III. von Henneberg (1529–1541) führten Siegel, die den Stiftspatron, den heiligen Bonifatius, darstellten.
Seit dem Beginn des 14. Jahrhunderts nahmen die Äbte neben ihrem Porträt den Wappenschild der Abtei und das persönliche Wappen ihrer Familien in ihr Siegelbild auf. Abt Heinrich VI. (1315–1353) ist der erste fuldische Abt der beide Wappenschilde neben seinem Porträt in seinem Siegel führt. Unter Abt Konrad IV. (1372–1383) erhöhte sich die Anzahl der Wappenschilde von zwei auf vier. Zum ersten Mal trat hier ein Schild mit den drei Lilienstengeln, den Attributen des heiligen Simplicius, auf. Das bisher zur rechten Seite des Abtes dargestellte Kreuzschild wurde dann unter Abt Johann II. (1472–1513) vollständig vom Wappenschild mit den drei Lilienstengeln verdrängt. Die zu dieser Zeit erfolgte Aufnahme des Adlers in das fuldische Wappen sollte die Reichsunmittelbarkeit der Abtei heraldisch symbolisieren. In der Mitte des 16. Jahrhunderts wurden die Siegel der Äbte von Fulda dann zu reinen Wappensiegeln. In dem gevierteilten Schild stellten dann die Felder eins und vier das fuldische Kreuz dar und die Felder zwei und drei die Familienwappen der Äbte.

### Siegelstoff
Bezüglich der gängigen mittelalterlichen Praxis von Benutzung von Siegelstoffen bildete die Reichsabtei Fulda keine Ausnahme. Als alleiniger Siegelstoff diente Wachs (Wachs war der im Mittelalter gebräuchlichste Siegelstoff). In den ersten Jahrhunderten fand ausschließlich ungefärbter Bienenwachs Verwendung. Dieser wurde mit Zusätzen von Weißpech oder anderem Harz versehen. Während der Regierungszeit des Abtes Konrads III. (1222–1249) kam neben dem ungefärbten Wachs auch rot gefärbter Wachs in Gebrauch. Der rot gefärbte Wachs konnte sich jedoch nicht durchsetzten und keiner der Nachfolger Konrads III. verwendete für seine Siegel wieder roten Wachs. Vielmehr wurde das kombinieren von Farben häufiger. Seit Mitte des 17. Jahrhunderts verdrängte dann die Verwendung von Siegellack das Wachs als Siegelstoff.
Die im 12. bis 14. Jahrhundert gängige Praxis, die empfindlichen Wachssiegel durch Hüllen aus Pergament oder Stoff zu schützen war in Fulda nicht sehr verbreitet. Vielmehr war es in Fulda gängige Praxis das geprägte Siegelbild in eine massiv gegossene Wachsschüssel einzubetten, um es somit zu stabilisieren und zu schützen. Der Schutz der Siegel durch den Einschluss in eine Holzkapsel fand in Fulda vor 1600 keinen Gebrauch.

### Anbringung der Siegel
Seit Beginn der Siegelführung unter Abt Richard (1018–1039) bis zur Regierungszeit Abt Konrads III. (1222–1249) wurden die Siegel an der Urkunde durchgedrückt. Entweder geschah dies auf der rechten Seite oder in der Mitte der Urkunde. Mittels eines Stern- oder Kreuzschnittes wurde das erwärmte Siegelwachs durch das Pergament der Urkunde gedrückt. Der Siegelstempel wurde dann in das auf der Vorderseite der Urkunde hervortretende Wachs gedrückt. Innerhalb der Regierungszeit Konrads III. erfolgte dann der Übergang vom durchgedrückten Siegel zum angehängten Siegel. Vom 13. bis zum 15. Jahrhundert war das Anhängen des Siegels sogar die ausschließliche Befestigungsmethode des Siegels an den Urkunden in Fulda. Der zum Schutz gegen Einreißen umgebogene untere Rand der Pergamenturkunde wurde mit Einschnitten versehen. Durch diese Einschnitte wurden dann Fäden, Schnüre oder Pergamentstreifen gezogen, an denen das Siegel befestigt wurde. Konrad III. verwendete für seine angehängten Siegel fast ausschließlich Seidenschnüre mit zwei Farben (meist Rot-Gelb oder Rot-Grün). In der Zeit nach Konrad III. wurde der Pergamentstreifen zum alleinigen Befestigungsmittel der Siegel und erst in der zweiten Hälfte des 17. Jahrhunderts ging man wieder zum Gebrauch von festen Schnüren über. Der Gebrauch von abhängenden und eingehängten Siegeln kann für Fulda nicht festgestellt werden.

### Größe und Form der Siegel
Von Beginn der Siegelführung unter Abt Richard bis zum Anfang des 13. Jahrhunderts verwendete man in Fulda ausschließlich runde Siegel. Dies gilt für das persönliche Abtsiegel, wie für das Konventsiegel. Unter Abt Konrad III. (1222–1249) ging man dann zur ovalen und schließlich zur spitzovalen Form über. Die von Konrad III. eingeführte spitzovale Form blieb dann für mehr als zwei Jahrhunderte die gebräuchliche Siegelform der Siegel der Äbte von Fulda (der Konvent, die fuldischen Städte und einige Konvente der fuldischen Propsteien verwendeten weiterhin runde Siegel). Erst unter Abt Johann II. von Henneberg (1472–1513) kehrte man wieder zur runden Form zurück. Die unter Heinrich VI. von Hohenberg (1315–1353) eingeführten Sekretsiegel waren jedoch von Anfang an rund und blieben es auch.
Allgemein lässt sich für Fulda sagen, dass es eine Tendenz zur stetigen Vergrößerung der Siegel bis ins 13. und 14. Jahrhundert hinein gab. Die Rundsiegel der Äbte von Fulda sind bis zur Übernahme der spitzovalen Form auf einen Durchmesser von bis zu 80 mm angewachsen. Die Einführung des Sekretsiegels unter Heinrich VI. dürfte auch mit den gewachsenen Hauptsiegeln der Äbte zusammenhängen, da diese großen Hauptsiegel für die Besiegelung der kaum über Zettelgröße hinausgehenden Pergamente nicht wirklich geeignet waren.

### Siegeltypen und Siegelstempel, Gebrauch mehrerer Siegel
Die Äbte von Fulda besaßen, wie die meisten Siegelführer im Mittelalter, zunächst nur einen einzigen Siegelstempel. Da es aber im 13. und 14. Jahrhundert zu einem starken Anstieg der Schriftlichkeit kam, führten die Äbte ein kleineres zusätzliches Siegel ein. Dieser Umstand und die im Laufe der Zeit stetig wachsende Größe der Hauptsiegel, sowie der Umstand für jedes einfache Rechtsgeschäft durch viel Zeitaufwand das gut kontrollierte und verschlossene Hauptsiegel heranschaffen zu müssen, führte dann unter Heinrich VI. (1315–1353) zur Anschaffung eines kleineren Siegels, des sogenannten Sekretsiegels. Dieses Sekretsiegel kam dann im Laufe der Zeit immer häufiger zum Einsatz und man verzichtete auf die aufwendige und zeitraubende Besiegelung mit dem Hauptsiegel. Heinrich VI. war es auch der das Sekretsiegel erstmals selbstständig verwendete, als er eine Einigung zwischen den Äbten von Fulda und Hersfeld, dem Grafen zu Henneberg und dem Landgrafen von Thüringen damit besiegelte. Als Rücksiegel wurde das Sekretsiegel in Fulda nur kurze Zeit verwendet. Das Sekretsiegel, welches unter Abt Johann II. von Henneberg (1472–1513) grundlegend geändert wurde (neues Siegelbild) entwickelte sich dann in dieser neuen Gestaltung allmählich zum alleinigen Siegel des Abtes.

### Siegelumschriften
Bei den ältesten Abtsiegeln Fuldas wird in der Umschrift nur der Siegelführer genannt, der Ortsname wird weggelassen. So lautet z. B. die Umschrift des Siegels von Abt Richard (1018–1039): RIIHARDVS D(EI) GRA(TIA) ABBAS. Man vertraute offenbar darauf, dass die Nennung des Siegelführers und seines Amtes genügte, um das Siegel als das des Abtes von Fulda auszuweisen. Im 13. Jahrhundert werden die Siegelumschriften dann vollständiger und ausführlicher. Neben der Ortsangabe (ab dem 12. Jahrhundert auf allen Abtsiegeln) wurden dann weitere Zusätze in die Umschrift geschrieben, so z. B. das Wort SIGILLUM. Der Name des Abtes folgte dann im Genitiv und nicht mehr im Nominativ, wie es vorher üblich war. Die endgültige Aufnahme des Wortes SIGILLUM (abgekürzt = S) und folglich damit die Genitivform des Abtnamens erfolgte jedoch erst zu Beginn des 14. Jahrhunderts. Der Höhepunkt der Vervollständigung der Umschrift wurde im 16. Jahrhundert erreicht. Die Umschrift des Siegels Johanns III. von Henneberg (1529–1541) z. B. nennt neben den bisher üblichen Angaben auch alle Titel, die den fuldischen Äbten im Laufe der Zeit zuteilgeworden waren. Außerdem nennt sie die Jahreszahl der Prägung des Siegelstempels.
Die Legende der Abtsiegel beginnt in der Regel oben in der Mitte mit einem Kreuz. Später kann dies auch ein Sternchen oder eine Rosette sein. Zur Worttrennung werden Ornamente und Punkte benutzt. Bei längeren Texten kommt es zur Bildung eines zweiten Schriftrandes. Bei den älteren Abtsiegeln (bis Abt Burchard (1168–1176)) stehen die Umschriften ohne Trennung im Siegelfeld. Im Laufe der Zeit wird die Umschrift dann zunächst durch eine dünne Linie, dann durch einen Perlstab und zuletzt durch eine dicke Linie vom Siegelfeld abgegrenzt. Auf dem Sekretsiegel Abt Johanns II. von Henneberg (1472–1513) ist die Umschrift das erste Mal auf einem Schriftband zu sehen.
Die Umschriften und Aufschriften auf den fuldischen Abtsiegeln sind stets in Latein verfasst.
Die Schriftentwicklung auf den Abtsiegeln folgt der mittelalterlichen Schriftentwicklung. Angefangen bei der karolingischen Minuskel (800–1200), über die gotische Minuskel zur Renaissanceminuskel des 15. Jahrhunderts. Danach setzten sich dann Antiqua und Fraktur als Schriftarten durch. Am Ende des 14. Jahrhunderts tauchen dann zum ersten Mal Kleinbuchstaben der gotischen Minuskel auf den Siegelumschriften der Äbte auf. Vorher waren es ausschließlich Majuskeln, d. h. Großbuchstaben. Völlig in Kleinbuchstaben erscheint die Umschrift zum ersten Mal auf den Siegeln Abts Johann I. von Merlau (1395–1440). Unter Abt Johann III. von Henneberg (1529–1541) wird dann wieder in Großbuchstaben geschrieben.

## Chronologische Beschreibung der Abtsiegel
Für das 11. und 12. Jahrhundert sind einige Lücken in der chronologischen Siegelführung der Äbte von Fulda nicht auszuschließen. Dieser Umstand lässt sich wahrscheinlich zum größten Teil mit der kurzen Amtszeit dieser Äbte begründen. Ab dem 13. Jahrhundert ist jedoch eine ununterbrochene chronologische Aufstellung der Siegel der Äbte von Fulda möglich.
Wenn nicht extra erwähnt und gekennzeichnet stellen die aufgelisteten Siegel die persönlichen Hauptsiegel (Großes Siegel) der Äbte da. Die Sekretsiegel sind als solche gekennzeichnet (fett).

### Hauptsiegel und Sekretsiegel der Äbte von 1018 bis 1541

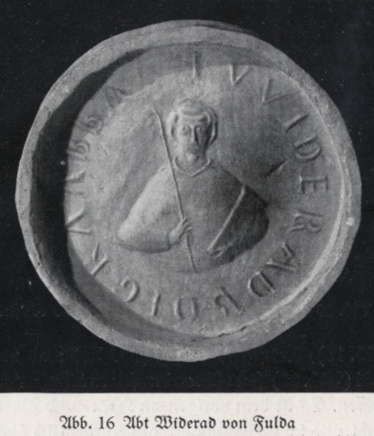
Nachbildung des Siegels des Abtes Widerad von Fulda (1060–1075)

#### Siegel Richards (1018–1039)
Das durchgedrückte Siegel ist rund und besitzt einen Durchmesser von 58 mm. Das Siegel stellt ein Brustbild des barhäuptigen Abtes dar, der in seiner Rechten den auswärts gekehrten und schräg gestellten Abtsstab hält. In seiner linken Hand hält er ein geschlossenes an die Brust gedrücktes Buch. Die Umschrift lautet: (+) RIIHA (RDVS DEI GRATIA ABBAS).

#### Siegel Egberts (1047–1058)
Das durchgedrückte und runde Siegel hat einen Durchmesser von 68 mm. Das Siegel zeigt ein Brustbild des barhäuptigen Abtes, welcher in der Rechten den schräg gestellten und nach auswärts gekehrten Abtsstab und in der Linken ein geschlossenes an die Brust gedrücktes Buch hält. Die Umschrift lautet: + EGBERHTVS D(E)I GRA(TIA) FVLDENSIS ABBAS.

#### Siegel Widerads (1060–1075)
Das runde und durchgedrückte Siegel, welches einen Durchmesser von 64 mm aufweist, zeigt das Brustbild des barhäuptigen Abtes, welcher in der Rechten den schräg gestellten und nach auswärts gekehrten Abtsstab und in der Linken ein geschlossenes an die Brust gedrücktes Buch hält. Die Umschrift lautet: + VVIDERADV(S) D(E)I GRA(TIA) ABBAS.

#### Siegel Ruthards (1075–1096)
Das Siegel Abt Ruthards ist verloren. Es ist lediglich der Rest eines Bruchstücks an einer Urkunde überliefert.

#### Siegel Erlolfs (1114–1122)
Das runde Siegel zeigt den barhäuptigen Abt auf einem mit Hundeköpfen verzierten Stuhl sitzend. In der rechten Hand hält er den einwärts gekehrten Abtsstab und in der Linken Hand ein offenes Buch. Die Umschrift lautet: + ERLOL(FVS DEI G) RA(TIA) FVLD(ENSIS) ABB'(AS).

#### Siegel KonradsI. (1134–1140)
Der Durchmesser des runden und durchgedrückten Siegels beträgt 80 mm. Es stellt den barhäuptigen Abt sitzend auf einem mit Hundeköpfen verzierten Faldistorium (Faltstuhl der Äbte) dar. In der Rechten hält der Abt den einwärts gekehrten Abtsstab und in der Linken das offene Buch. Die Umschrift lautet: + CVNRADVS GRA(TIA) D(E)I FVLDENSIS ABBAS.

#### Siegel MarkwardsI. (1150–1165)
Das durchgedrückte und runde, 80 mm Durchmesser große Siegel zeigt den Abt mit Lockenkranz ums Haupt auf einem mit Hundeköpfen verzierten Faldistorium sitzend. In der rechten Hand hält der Abt den einwärts gekehrten Abtsstab und in der linken Hand das offene Buch. Die Umschrift lautet: + MARCVVARDV(S) D(E)I GRATIA FVLDENSIS ABBAS.

#### Siegel Burchards (1168–1176)
1. Das runde und durchgedrückte Siegel hat einen Durchmesser von 80 mm. Es zeigt den Abt mit breitem Haarkranz um den Kopf auf einem mit Hundeköpfen verzierten Faldistorium sitzend. Die rechte Hand des Abtes hält den schräg gestellten Abtsstab, die linke das offene Buch. Das Siegelbild ist durch den Perlstab und Linien von der Legende getrennt. Die Umschrift lautet: + BVRCHARDVS DEI GRA(TIA) (FVLDENSIS ABBAS).[26]
2. Das spitzovale Siegel ist 82 mm lang und 55 mm breit. Es zeigt den barhäuptigen, stehenden Abt, der in seiner Rechten den einwärts gekehrten Abtsstab und in seiner Linken das offene Buch hält. Die Umschrift lautet: + (BVR) SHARDVS D(E)I GRA(TIA) FVLDENSIS ABBA(S).[27]

#### Siegel KonradsII. (1177–1192)
Das Siegel zeigt den Abt sitzend auf einem mit Hundeköpfen verzierten Stuhl. In der rechten Hand hält er den Abtsstab, in der linken das offene Buch.

#### Siegel HeinrichsIII. (1192–1216)
Das durchgedrückte und runde Siegel hat eine Größe von 74 mm im Durchmesser. Der Abt ist mit einem breiten Haarkranz um den Kopf dargestellt. Er sitzt auf einem mit Hundeköpfen verzierten Faldistorium und hält in der Rechten den einwärts gekehrten Abtsstab und in der Linken das offene Buch. Das Siegelfeld ist durch mehrere Linien von der Legende getrennt. Die Umschrift lautet: + HEINRICVS DEI GR(ATIA FVLDENS) IS ABBAS.

#### Siegel KonradsIII. von Malkos (1222–1249)
1. Das ovale und mit rot-gelben Schnüren angehängte Siegel ist 68 mm lang und 56 mm breit. Der Abt hat eine Mitra auf dem Haupt und ist sitzend auf einem mit Hundeköpfen verzierten Faldistorium dargestellt. In der rechten Hand hält er den einwärts gekehrten Abtsstab und in der linken Hand ein geschlossenes Buch, welches auf dem Knie liegt. Die Stickerei auf der Kasel des Abtes hat Ähnlichkeit mit dem Pallium (Amtsabzeichen des  Papstes). Die Umschrift lautet: + CVNRAD'(VS) DEI GRACIA FVLDENSIS ECCL'(ES)IE ABBAS.[30]
2. Das zweite Siegel von Konrad III. ist ebenso oval, mit rot-gelben Schnüren angehängt und besitzt dieselben Maße wie das erste. Das Siegelbild ist identisch, doch in der linken Hand hält der Abt kein geschlossenes Buch, sondern ein offenes. Die Umschrift lautet: + CVNRADV(S) DEI GRACIA FVLDENSIS ECCL'(ES)IE ABBAS.[31]
3. Das dritte Siegel Konrads III. ist spitzoval, an grünen Schnüren angehängt und ist 84 mm lang und 62 mm breit. Der Abt mit Mitra ist sitzend auf einem mit Hundeköpfen und Hundefüßen verzierten Faldistorium abgebildet. Seine rechte Hand hält den einwärts gekehrten Abtsstab und die linke das offene Buch vor der Brust. Die über der Albe getragene Kasel des Abtes ist mit Hals- und Mittelstreifen reich verziert. Die Umschrift lautet: + S'(IGILLUM) CONRADI D(E)I GRA(TIA) FVLDEN(SIS) ECC'(LES)IE ABBATIS.[32]

#### Siegel HeinrichsIV. von Erthal (1249–1261)
1. Das spitzovale Siegel ist 72 mm lang und 40 mm breit. Das Siegelbild zeigt den Abt mit der Mitra auf dem Haupt, von der zwei Bänder auf die Schultern des Abtes herabfallen. Der Abt sitzt auf einem mit Hundeköpfen und -füßen verzierten Faldistorium. Aus den Mäulern der Hundeköpfe fallen Zungen, die sich an der Zungenspitze dreiteilen, nach unten. In der Rechten hält der Abt den einwärts gekehrten Abtsstab und in der Linken das geschlossene Buch. Die Umschrift lautet: + HENRI(CVS DEI GRATIA) FVLDENSIS EC(CLESIE) (AB)BAS.[33]
2. Das zweite Siegel Heinrichs IV. ist ebenso spitzoval und das Siegelbild ist identisch gestaltet. Nur ist es mit einer Länge von 80 mm und einer Breite von 60 mm länger und breiter ausgefertigt. Die Siegelumschrift ist dieselbe.[34]

#### Siegel BerthosII. von Leibolz (1261–1271)
Das spitzovale Siegel hat eine Länge von 67 mm und eine Breite von 42 mm. Der Abt mit der Mitra auf dem Haupt ist, auf einem mit Hundeköpfen verzierten Faldistorium sitzend, abgebildet. Die rechte Hand des Abtes hält den einwärts gekehrten Abtsstab und die linke ein erhobenes geschlossenes Buch. Die Umschrift lautet: + BERTHOVS D(EI) GRA(TIA) FVLDENSIS ECCL'(ES)IE ABBAS.

#### Siegel BerthosIII. von Mackenzell (1271–1274)
Das spitzovale Siegel ist 68 mm lang und 50 mm breit. Es stellt den Abt mit Mitra, auf einem mit Hundeköpfen verzierten Faldistorium sitzend, dar. In der rechten Hand hält der Abt den einwärts gekehrten Abtsstab, in der linken das geschlossene und erhobene Buch. Die Umschrift lautet: +  BERTHOVS DEI GRA(TIA) FVLDEN(SIS) EC(C)L'(ESI)E ABBAS.

#### Siegel BerthosIV. von Bimbach (1274–1286)
Das spitzovale, an rot-gelben Schnüren angehängte Siegel besitzt eine Länge von 64 mm und eine Breite von 49 mm. Der Abt mit Mitra ist sitzend auf einem mit Hundeköpfen verzierten Faldistorium dargestellt. In der Rechten hält er den einwärts gekehrten Abtsstab und in der Linken das erhobene, geschlossene Buch. Die Umschrift lautet: + BERTHOVS DEI GRA(TIA) FVLDEN(SIS) E(CC)L'(ESI)E ABBAS.

#### Siegel MarkwardsII. Bickenbach (1286–1288)
Das spitzovale Siegel hat eine Länge von 68 mm und eine Breite von 45 mm. Der Abt mit Mitra ist sitzend auf einem mit Hundeköpfen verzierten Faldistorium dargestellt. In der Rechten hält er den einwärts gekehrten Abtsstab und in der Linken das offene Buch. Die Umschrift lautet: + MAR(CVVARDVS) DEI GRA(TIA) FVLDEN(SIS) ECCL'(ES)IE ABBAS.

#### Siegel HeinrichsV. von Weilnau (1288–1313)
Das Siegel ist spitzoval, 70 mm lang und 48 mm breit. Es zeigt den Abt mit Mitra, welcher auf einem mit Hundeköpfen verzierten Sessel sitzt. Die rechte Hand des Abtes hält den einwärts gekehrten Abtsstab, die linke das offene Buch. Die Umschrift lautet: + HEINRICVS DEI GRA(TIA) (FV)LDEN(SIS) ECCL'(ES)IE ABBAS.

#### Siegel Eberhards von Rotenstein (1313–1315)
Von diesem Siegel ist nur die untere Hälfte vorhanden und belegt, die obere Hälfte fehlt. Es ist spitzoval und zeigt den Abt auf einem mit Hundeköpfen verzierten Sessel sitzend.

#### Siegel HeinrichsVI. von Hohenberg (1315–1353)
Heinrich VI. führte das Sekretsiegel ein. Seit seiner Zeit führte jeder Abt zusätzlich zu seinem persönlichen Hauptsiegel ein Sekretsiegel.
1. Das Siegel hat eine spitzovale Form ist 80 mm lang und 47 mm breit. Der Abt ist mit Mitra und sitzend auf einem mit Löwenköpfen verzierten Sessel abgebildet. Er hält den auswärts gekehrten Abtsstab in der rechten Hand und in der linken ein an die Brust gedrücktes, geschlossenes Buch. Ein kleiner Baldachin ist über dem Abt angebracht. Zu seiner Rechten ist ein Wappenschild mit dem fuldischen Kreuz dargestellt, zu seiner Linken ein Wappenschild mit dem Familienwappen der Herren von Hohenberg (drei nebeneinander gestellte Rauten im Schildhaupt). Das Siegelfeld ist gegittert und mit Punkten versehen. Die Umschrift lautet: + HEINRICVS DEI GRA(TIA) FVLDENSIS ECC(LESI)E ABBAS.[41]
2. Das zweite Siegel hat ebenso eine spitzovale Form und misst 70 mm in der Länge und 52 mm in der Breite. Der Abt ist wieder mit Mitra und sitzend auf einem mit Löwenköpfen verzierten Sessel abgebildet. In der Rechten hält er den einwärts gekehrten Abtsstab und in der Linken das geschlossene, erhobene Buch. Das Wappenschild mit dem Familienwappen der Herren von Hohenberg ist unter der Fußbank zu sehen. Die Umschrift lautet: + S'(IGILLUM) HEINRICI DEI GRACIA ABBATIS ECC(LESI)E FVLDEN'(SIS).[42]
3. Das dritte Siegel ist das Sekretsiegel Heinrichs VI. Es ist rund und hat einen Durchmesser von 33 mm. Es zeigt die Halbfigur des stehenden Abtes mit Mitra. In der rechten Hand hält er den einwärts gekehrten Abtsstab und in der linken das erhobene, geschlossene Buch. Die Umschrift lautet: + SECRET(UM) HE(I)NR(ICI) DEI GRA(TIA) FVLDEN(SIS) ABB'(AT)IS.[43]

#### Siegel HeinrichsVII. von Craluck (1353–1372)
1. Das Siegel ist spitzoval und hat eine Länge von 76 mm sowie eine Breite von 46 mm. Es stellt den leicht nach rechts gewendeten Abt mit Mitra sitzend auf einem mit Hundeköpfen verzierten Faldistorium dar. Die rechte Hand hält den auswärts gekehrten Abtsstab. Dieser ragt bis in die Umschrift hinein. Die linke Hand hält das an die Brust gedrückte, geschlossene Buch. Zur rechten Seite des Abtes ist ein Wappenschild mit dem fuldischen Kreuz abgebildet, sowie unter der Fußbank ein nach rechts geneigter Wappenschild mit dem Familienwappen der Herren von Craluck (eine schreitende Krähe). Die Umschrift lautet: + S'(IGILLUM) HEINRICI DEI GRACIA ABBATIS ECC(LESI)E FVLDENSIS.[44]
2. Das zweite Siegel ist das Sekretsiegel von Heinrich VII. Es hat eine runde Form und einen Durchmesser von 33 mm. Es zeigt die Halbfigur des stehenden Abtes mit Mitra. In der rechten Hand hält er den auswärts gekehrten Abtsstab und in der linken das an die Brust gedrückte, geschlossene Buch. Die Umschrift lautet: + SECRET(UM) HEINR(ICI) DEI GRA(TIA) ABB'(AT)IS FVLDEN(SIS).[45]

#### Siegel KonradsIV. von Hanau (1372–1383)
1. Das Siegel ist spitzoval und ist 80 mm lang, sowie 52 mm breit. Es zeigt den heiligen Bonifatius, in dessen Auftrag das Kloster Fulda gegründet wurde, mit Mitra und Heiligenschein unter einem gotischen Baldachin sitzend. Die rechte Hand hat er segnend erhoben und in der linken hält er den auswärts gekehrten, schräg gestellten Bischofsstab. Zu Bonifatius Rechten ist ein Wappenschild mit dem fuldischen Kreuz, sowie zu seiner Linken ein Wappenschild mit drei Lilienstengeln dargestellt (Simplicius-Zeichen). Der Abt mit Mitra kniet unter dem thronenden Bonifatius. Seine rechte Hand hat er erhoben und in der linken hält er den auswärts gekehrten Abtsstab. Rechts des Abtes ist ein Wappenschild mit dem Familienwappen der Grafen von Hanau (drei übereinander stehende Sparren) und links des Abtes ein Wappenschild mit dem Familienwappen der Herren von Hohenlohe abgebildet. Die Umschrift lautet: + S'(IGILLUM) CONRADI ABBATIS ECCLESIE FVLDENSIS.[46]
2. Das runde im Durchmesser 32 mm große Siegel ist das Sekretsiegel von Konrad IV. und zeigt ein Brustbild des Abtes mit Mitra. In der Rechten hält der Abt das geschlossene, erhobene Buch, in der Linken den auswärts gekehrten Abtsstab. Ein Wappenschild mit dem Familienwappen der Grafen von Hanau ist unter einem gotischen bogen unterhalb des Brustbildes des Abtes dargestellt. Das Siegelfeld ist mit Blumen verziert. Die Umschrift lautet: + SECRET(UM) CONRADI ABBATIS FVLDEN(SIS).[47]

#### Siegel FriedrichsI. von Romrode (1383–1395)
1. Das Siegel hat eine spitzovale Form und ist 70 mm lang und 10 mm breit. Es stellt den leicht nach rechts gewendeten Abt mit Mitra auf einem mit Hundeköpfen verzierten Faldistorium sitzend dar. In der rechten Hand hält der Abt den auswärts gekehrten Abtsstab. Dieser ragt bis in die Umschrift hinein. In der linken Hand hält er das geschlossene, an die Brust gedrückte Buch. Rechts des Abtes befindet sich ein leicht nach links geneigter Wappenschild mit dem fuldischen Kreuz. Unter der Fußbank befindet sich ein nach rechts geneigter Wappenschild mit dem Familienwappen der Herren von Romrode (zwei Türme). Die Umschrift lautet: + S'(IGILLUM) FRIDERICI DEI GRACIA ABBATIS ECCLESIE FVLDENSIS.[48]
2. Das zweite Siegel ist das Sekretsiegel von Friedrich I. Es ist rund und hat einen Durchmesser von 34 mm. Es zeigt die Halbfigur des stehenden Abtes mit Mitra. In der Rechten hält er den auswärts gekehrten Abtsstab, in der Linken das geschlossene, an die Brust gedrückte Buch. Die Umschrift lautet: + SECRET(UM) FRID(ERICI) DEI GRA(TIA) ABBATIS FVLDENSIS.[49]

#### Siegel JohannsI. von Merlau (1395–1440)
1. Das spitzovale Siegel ist 70 mm lang und 47 mm breit. Es bildet den Abt mit Mitra sitzend unter einem gotischen Baldachin ab. Die rechte Hand des Abtes hält das erhobene, geschlossene Buch, die linke den nach auswärts gekehrten Abtsstab. Unter dem thronenden Abt befindet sich ein Wappenschild mit dem Familienwappen der Herren von Merlau (ein gekrönter Löwe). Das Siegelfeld ist gegittert und mit Punkten verziert. Die Umschrift lautet: s(igillum) iohannis dei gracia abbatis eccle(sie) fuldensis.[50]
2. Das zweite Siegel Johanns I. ist sein Sekretsiegel. Es ist rund und hat Durchmesser von 36 mm. Es zeigt das Brustbild des Abtes mit Mitra. Diese ragt in die Legende des Siegelabdrucks hinein. In der Rechten hält der Abt das erhobene, geschlossene Buch und in der Linken den auswärts gekehrten, leicht schräg gestellten Abtsstab. Unter dem Brustbild des Abtes ist ein Wappenschild mit dem Familienwappen der Herren von Merlau dargestellt. Das Siegelfeld ist mit Kreuzchen verziert. Die Umschrift lautet: s (ecretum) iohannis abbatis fulden(sis).[51]
3. Das dritte Siegel von Johann I. ist auch ein Sekretsiegel und zeigt dasselbe Siegelbild wie der zweite Siegelabdruck. Nur ist es mit 32 mm Durchmesser etwas kleiner und die Figur des Abtes und das Wappenschild wirken breiter. Das Siegelfeld beinhaltet keine Kreuzchen. Die Umschrift lautet: + s(ecretum) iohoñis ABBAT(IS) FVLDEN(SIS).[52]

#### Siegel HermannsII. von Buchenau (1440–1449)
Seit 1419 war Hermann Koadjutor mit Nachfolgerecht (coadiutor cum iure successionis). Hermann war also seit 1419 dem amtierenden Abt Johann I. von Merlau zur Seite gestellt. Mit seinen ersten beiden Siegeln siegelte er als Koadjutor.
1. Das spitzovale Siegel ist 70 mm lang und 47 mm breit. Es zeigt den Abt mit Mitra unter einem gotischen Baldachin sitzend. In der rechten Hand hält das erhobene, geschlossene Buch. In der linken den auswärts gekehrten Abtsstab. Auf der rechten Seite des Abtes befindet sich ein Wappenschild mit dem fuldischen Kreuz, auf der linken Seite ein Wappenschild mit dem Familienwappen der Herren von Buchenau (eine aufsteigende Krähe). Die Umschrift lautet: s(igillum) hermanni coaditor(is) (dei) (gratia) iohanni abbati(s) fulden(sis).[53]
2. Das zweite als Koadjutor benutzte Siegel ist rund und hat einen Durchmesser von 36 mm. Auf diesem ist der stehende Abt mit Mitra abgebildet, welcher mit rechts den auswärts gekehrten Abtsstab hält und mit links das geschlossene Buch vor der Brust. Auf der rechten Seite des Abtes ist ein Wappenschild mit dem fuldischen Kreuz und auf der linken Seite ein Wappenschild mit dem Familienwappen der Herren von Buchenau abgebildet. Die Umschrift lautet: s(igillum) h(er)mani io(hanni) con' ato ... abb(atis) fuld(ensis).[54]
3. Das dritte Siegel, nun als Abt geführt, hat eine spitzovale Form und ist 66 mm lang und 39 mm breit. Das Siegel zeigt den unter einem reich verzierten gotischen Baldachin sitzenden Abt mit Mitra, der in der Rechten den auswärts gekehrten Abtsstab und in der Linken das geschlossene, erhobene Buch. Zwei nebeneinander stehende Wappenschilde befinden sich unter dem thronenden Abt. Das rechte zeigt das fuldische Kreuz, das linke das Familienwappen der Herren von Buchenau. Die Umschrift lautet: sigillum hermanni abbatis fuldensis.[55]
4. Das vierte Siegel Hermanns II. ist sein Sekretsiegel. Es ist rund und besitzt einen Durchmesser von 36 mm. Es ist der unter einem kleinen gotischen Baldachin sitzende Abt mit Mitra dargestellt. Den auswärts gekehrten Abtsstab hält er in der rechten Hand und das erhobene, geschlossene Buch in der linken. Unter dem thronenden Abt befinden sich zwei nach innen geneigte Wappenschilde. Auf dem rechten ist das fuldischen Kreuz und auf dem linken das Familienwappen der Herren von Buchenau dargestellt. Die Umschrift lautet: s(ecretum) hermanni aboatis fuldens(sis).[56]
5. Das fünfte Siegel ist auch ein Sekretsiegel. Es hat eine runde Form und ist im Durchmesser 32 mm groß. Es zeigt den Abt mit Mitra unter einem Baldachin mit dicken Säulen sitzend. Die rechte Hand des Abtes hält den auswärts gekehrten Abtsstab, die linke das geschlossene, erhobene Buch. Die Umschrift lautet: secr(etum) herman(ni abba)tis fuldens(sis).[57]

#### Siegel Reinhards von Weilnau (1449–1472)
1. Das spitzovale, 70 mm lange und 40 mm breite Siegel stellt den Abt mit Mitra unter einem gotischen Baldachin sitzend dar. In der rechten Hand hält der Abt den reich verzierten, auswärts gekehrten Abtsstab und in der linken das geschlossene, erhobene Buch. Ein Wappenschild mit dem fuldischen Kreuz ist zur rechten Seite des Abtes dargestellt und zur linken ein Wappenschild mit drei Lilienstengeln. Das Wappenschild mit dem Familienwappen der Grafen von Weilnau (zwei schreitende Löwen übereinander) befindet sich unter dem thronenden Abt. Das Siegelfeld ist gegittert und Kreuchzchen umsäumen es entlang der Legende. Die Umschrift lautet: si(gillum) reinhardi abbatis monasterii fuldēsis.[58]
2. Das zweite Siegel ist das Sekretsiegel von Reinhard. Es ist rund und hat einen Durchmesser von 36 mm. Es zeigt den im Vierpass sitzenden Abt, der in seiner Rechten das erhobene, geschlossene Buch hält und in seiner Linken den auswärts gekehrten Abtsstab. Das Wappenschild mit dem Familienwappen der Grafen von Weilnau ist unter dem Abt dargestellt. Die Umschrift lautet: s(ecretum) reinhardi abbatis fuldis.[59]
3. Das dritte Siegel Reinhards von Weilnau ist auch ein Sekretsiegel. Es ist rund und mit 29 mm Durchmesser etwas kleiner. Es stellt ein Wappenschild mit dem Familienwappen der Grafen von Weilnau im Sechspass dar. Die Umschrift lautet: s(ecretum) reinhart abba(ti)s ...[60]

#### Siegel JohannsII. von Henneberg (1472–1513)
1. Das runde und im Durchmesser 51 mm große Siegel zeigt den Abt mit Mitra unter einem gotischen Baldachin stehend. Der Abt hält in der rechten Hand den auswärts gekehrten, schräg gestellten Abtsstab und in der linken das geschlossene Buch. Auf der rechten Seite des Abtes ist ein Wappenschild mit drei Lilienstengeln, auf der linken ein gespaltenes Wappenschild mit einem halben Doppeladler und einem halben Simplicius-Zeichen (Lilienstengel) dargestellt. Unter den Füßen des Abtes befindet sich ein vierteiliges Wappenschild, welches erstens das fuldische Kreuz, zweitens eine Henne auf einem Dreiberg, drittens einen Doppeladler und viertens wieder das fuldische Kreuz zeigt. Des Weiteren befindet sich längs der Umschrift eine Aufschrift. Diese lautet: ANNO DOMINI 1472. Die Umschrift lautet: s(igillum) iohannis dei gracia abbatis monaster'(i)i fuldēn(sis).[61]
2. Das zweite Siegel ist ebenfalls rund und mit 47 mm Durchmesser ein wenig kleiner. Der Abt mit Mitra ist stehend im Vierpass abgebildet. Der auswärts gekehrte Abtsstab befindet sich in der rechten Hand des Abtes, das geschlossene Buch hält er in der linken. Ein Wappenschild mit drei Lilienstengeln ist zur rechten Seite des Abtes dargestellt. Zur linken Seite befindet sich ein gespaltenes Schild mit einem halben Doppeladler links und einem halbierten Simplicius-Zeichen rechts. Vor den Füßen des Abtes befindet sich dasselbe vierteilige Schild wie beim ersten Siegel. Die Umschrift lautet: s(igillum) iohannis dei gra(tia) abbatis fuldēn(sis).[62]
3. Das dritte Siegel ist das Sekretsiegel von Johann II. Es ist auch rund, doch mit 27 mm Durchmesser wesentlich kleiner als die beiden vorherigen. Das Siegelbild zeigt einen vierteiligen Wappenschild mit einem Engel als Schildhalter. Auf dem ersten und vierten Feld befindet sich das fuldische Kreuz, auf dem zweiten Feld eine Henne auf einem Dreiberg und das dritte Feld ist geteilt, oben ein Doppeladler und unten ist es geschacht. Die Umschrift ist auf zwei Bändern geschrieben. Sie lautet: io(hannis) abba(ti)s fuldensis.[63]

#### Siegel HartmannsII. von Kirchberg (1513–1529)
Seit 1507 war Hartmann Koadjutor mit Nachfolgerecht und somit Stellvertreter und Assistent von Abt Johann II. von Henneberg. Die ersten beiden Siegel sind Siegel aus seiner Zeit als Koadjutor.
1. Das runde und im Durchmesser 55 mm große Siegel zeigt den heiligen Bonifatius mit Mitra unter einem gotischen Baldachin stehend. Dieser hält in der rechten Hand den auswärts gekehrten Bischofsstab und in der linken ein Schwert mit aufgespießtem Buch. Über seinen Füßen ist ein vierteiliges Schild dargestellt. Das erste und vierte Feld des Schildes zeigt das fuldische Kreuz, das zweite das Wappenzeichen des Burggrafentums Kirchberg (ein aufgerichteter einwärts gekehrter Löwe) und das dritte Feld das Wappenzeichen der Grafschaft Kirchberg (dreifach gepfählte Fläche). Zu beiden Seiten Bonifatius befindet sich auf zwei Bändern eine Aufschrift. Sie lautet: bonifaci' - sanc mr. Die Umschrift lautet: s(igillum) hartmani burcg¯av de/kirchbrk coadiut(oris) eccles(ie) ful(densis).[64]
2. Das zweite Koadjutor-Siegel Hartmanns ist ebenfalls rund, jedoch mit 30 mm Durchmesser kleiner als das erste. Es zeigt ein vierteiliges Wappenschild mit einem Engel als Schildhalter. Das erste und vierte Feld des Wappenschilds bildet das fuldische Kreuz ab, das zweite das Wappenzeichen des Burggrafentums Kirchberg und das dritte das Wappenzeichen der Grafschaft Kirchberg. Die Umschrift lautet: s(igillum) har(t)m(ani) būgr de kirchb coadoiut(oris).[65]
3. Das Siegel stellt Hartmanns erstes Siegel als Abt dar. Das runde 50 mm Durchmesser große Siegel zeigt den Abt mit Mitra unter einem gotischen Baldachin stehend und in der rechten Hand den auswärts gekehrten, schräg gestellten Abtsstab haltend. In der linken Hand hat er das geschlossene Buch. Ein Wappenschild mit drei Lilienstengeln befindet sich auf der rechten Seite des Abtes, sowie ein gespaltener Schild mit halbem Doppeladler links und halbem Simplicius-Zeichen rechts. Ein vierteiliges Wappenschild befindet sich unter den Füßen des Abtes. Im ersten und vierten Feld des Schildes ist das fuldische Kreuz dargestellt, im zweiten das Wappenzeichen des Burggrafentums Kirchberg und im dritten Feld das Wappenzeichen der Grafschaft Kirchberg. Längs der Umschrift befindet sich eine Aufschrift. Sie lautet: ANNO DOMINI 1513. Die Umschrift lautet: s(igillum) hartmani dei gracia abbatis ecclesie fuldēn(sis).[66]
4. Das zweite Abtsiegel Hartmanns II. ist sein Sekretsiegel. Es ist rund und hat einen Durchmesser von 30 mm. Es zeigt ein vierteiliges Wappenschild mit einem Engel als Schildhalter. Das erste und vierte Feld des Wappenschilds zeigt das fuldische Kreuz, das zweite das Wappenzeichen des Burggrafentums Kirchberg und das dritte Feld das Wappenzeichen der Grafschaft Kirchberg. Die Umschrift ist auf einem Band geschrieben. Sie lautet: s(ecretum) har(t)m(ani) dei gracia abba(ti)s ecclesi(e) fuld(ensis).[67]

#### Siegel JohannsIII. von Henneberg (1529–1541)
Seit 1521 war Johann Koadjutor mit Nachfolgerecht und somit Stellvertreter und Assistent von Hartmann II. von Kirchberg. Außerdem war er seit 1521 Administrator. Die ersten drei Siegel sind Siegel aus seiner Zeit als Koadjutor. Das vierte Siegel stellt sein Administrator-Siegel dar. Siegel fünf und sechs sind Johanns III. Abtsiegel.
1. Das runde im Durchmesser 18 mm große Siegel zeigt im runden Siegelfeld drei Wappenschilde. Das obere zeigt das fuldischen Kreuz. Das rechte Schild ist gespalten und zeigt links das Wappenzeichen der Burggrafschaft Kirchberg und rechts das Wappenzeichen der Grafschaft Kirchberg. Das linke Schild ist ebenso gespalten. Das linke Feld ist geteilt und zeigt oben einen Doppeladler und unten ist es geschacht. Das rechte Feld zeigt eine Henne auf einem Dreiberg. Eine Aufschrift befindet sich zu beiden Seiten des oberen Wappenschildes. Sie lautet: AE - CF (= abbas et coadiutor fuldensis).[68]
2. Das zweite Koadjutor-Siegel Johanns ist ebenfalls rund und mit 21 mm Durchmesser etwas größer. Es enthält im runden Siegelfeld ebenfalls drei Wappenschilde. Das obere zeigt das fuldische Kreuz, das rechte ist geteilt in einen Doppeladler und eine geschachte Fläche und das linke zeigt eine Henne auf einem Dreiberg. Auch auf diesem Siegel befindet sich eine Aufschrift zu beiden Seiten des oberen Wappenschildes. Sie lautet: AB(BATIS) - EC(CLESIE). Darunter, zwischen den beiden Wappenschilden befindet sich die Aufschrift: FVL(DENSIS).[69]
3. Das dritte Koadjutor-Siegel ist auch rund, mit 43 mm Durchmesser aber größer als die beiden anderen. Es zeigt im runden Siegelfeld ebenfalls drei Wappenschilde. Das obere zeigt das fuldische Kreuz. Das rechte Schild ist vierteilig und zeigt im ersten und vierten Feld das Wappenzeichen der Burggrafschaft Kirchberg. Felder zwei und drei zeigen das Wappenzeichen der Grafschaft Kirchberg. Auch das linke Schild ist vierteilig und zeigt in den Feldern eins und vier einen Doppeladler und eine Henne auf einem Dreiberg in den Feldern zwei und drei. Die Umschrift lautet: sigillum abbatis et coatiutoris ecclesie fuldēn(sis).[70]
4. Das vierte Siegel stellt das Administrator-Siegel Johanns dar. Der Durchmesser des runden Siegels beträgt 68 mm. Es zeigt den nach links gewendeten heiligen Bonifatius mit Mitra der vor einem großen Renaissancebau steht. In der rechten Hand hält er ein Schwert mit einem aufgespießten Buch, in der linken eine Schriftrolle. Ein Wappenschild mit drei Lilienstengeln befindet zu seiner rechten Seite. Zu seiner Linken ist ein gespaltenes Wappenschild dargestellt, das im linken Feld einen halbierten Doppeladler zeigt und im rechten halbe Simplicius-Zeichen. Ein vierteiliges Schild bedeckt den unteren Teil des Körpers des heiligen Bonifatius. Felder eins und vier sind geteilt und zeigen oben einen Doppeladler und sind unten geschacht. Felder zwei und drei zeigen eine Henne auf einem Dreiberg. Das mittlere Schild zeigt das fuldische Kreuz. Die Umschrift lautet: + SIGILLUM IOANNIS ADMINISTRATORIS FVLDEN(SIS) DIVE AVG(VSTE ARCHICANCELLARY).[71]
5. Dieses Siegel stellt das erste Abtsiegel Johanns III. dar. Es hat die gleiche Form und die gleichen Maße wie das Administrator-Siegel. Das Siegelbild ist ebenso gestaltet, nur ist hier der heilige Bonifatius nach rechts gewendet und es gibt eine äußere und innere Siegelumschrift. Äußere Umschrift: + SIGILLVM (IOAN)NIS D G ABB(ATIS) ECCLESIE FVLDE(NSIS) DIVE AVGVSTE ARCHICANCELLARY. Innere Umschrift: + NECNON ET ORDINIS S(ANCTUS) BENEDICDII PER GERMANIAM ET GALLIAM PRIMATIS C 1531.[72]
6. Dieses Siegel stellt das Sekretsiegel von Johann III. dar. Das runde im Durchmesser 39 m große Siegel zeigt ein vierteiliges Wappenschild mit einem Engel als Schildhalter. Die Felder eins und vier sind geteilt und zeigen oben einen Doppeladler und sind unten geschacht. Die Felder zwei und drei zeigen eine Henne auf einem Dreiberg. In der Mitte des Siegelabdruckes befindet sich ein kleiner Mittelschild mit dem fuldischen Kreuz. Die Umschrift lautet: SECRE(TUM) IO(HANNIS) ABBATIS ECCLE(SIE) FVLDEN(SIS) D(EI) AVG(VSTE) ARCHICAN(CELLARY).[73]

### Das Sekretsiegel nach 1541
Das Sekretsiegel rückte im Laufe der Zeit immer mehr in den Vordergrund und Abt Johann III. (1529–1541) war der letzte fuldische Abt, der noch neben dem Sekretsiegel ein großes persönliches Hauptsiegel führte. Der Abt Philipp von Schweinsberg (1541–1550), der Nachfolger Johanns III., benutzte nur noch das Sekretsiegel zur Beglaubigung von Urkunden. Das Sekretsiegel galt seit seiner Einführung durch Abt Heinrich VI. (1315–1353) als vollwertiger Ersatz des Hauptsiegels.
Seit 1541 änderte sich die Erscheinung des Sekretsiegels nicht mehr grundlegend. Es besitzt eine runde Form und zeigt ein vierteiliges Wappenschild mit einem Engel als Schildhalter. Im 17. Jahrhundert wurde lediglich der Engel als Schildhalter durch Gegenstände wie einen Helm, ein Kreuz, ein Schwert etc. ersetzt.